# Cayenne (musikgrupp)
Cayenne var en tjejtrio från Sverige bestående av Lilling Palmeklint, Malin Bäckström och Carina Carlsson, vilka tidigare varit backupsångare åt andra artister. Gruppen deltog i den svenska Melodifestivalen 1994 med låten "Stanna Hos Mig", skriven av Lilling Palmeklint. Bidraget slutade på tredje plats.

## Diskografi

### Album
- 1995 - Cayenne

### Singlar
- 1994 - Stanna Hos Mig
- 1995 - Kött & Blod / Vakna Nu

## Melodier på Svensktoppen
- 1994 - Stanna Hos Mig